# Monkey Kong
Monkey Kong – singel zespołu A wydany w roku 1999 promujący album ’A’ vs. Monkey Kong.

## Lista utworów
- "Monkey Kong"